# Ozodicera caudifera
Ozodicera caudifera är en tvåvingeart som beskrevs av Alexander 1945. Ozodicera caudifera ingår i släktet Ozodicera och familjen storharkrankar. Inga underarter finns listade i Catalogue of Life.